# カフェ・プロコップ

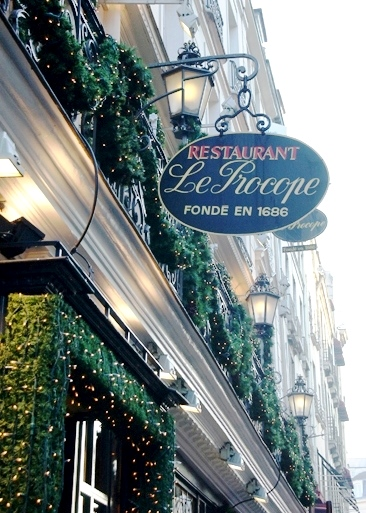

ル・プロコップ (Le Procope) は、 パリ6区、サン＝ジェルマン＝デ＝プレ界隈、ランシエンヌ・コメディ通り（Rue de l'Ancienne Comédie）にあるパリで現存する最も古いカフェ・レストランである。1686年にシシリー島出身のフランチェスコ・プロコピオが創業した。

## 概要
ル・プロコップは、当時リュ・デ・フォッセ＝サン＝ジェルマン＝デ＝プレ（Rue des Fossés-Saint-Germain-des-Prés、フォッセ＝サン＝ジェルマン＝デ＝プレ通り）として知られていた場所に、流行ファッションの紳士がコーヒーを飲むためのカフェとしてオープンした。当時は居酒屋で振る舞われていたエキゾチックな飲み物であるコーヒーやトルコ風ファッションに身を包んだウェイターによって振る舞われる磁器カップに入れたシャーベットが主なメニューであった。
開業時のメニューや服装は、1683年当時ウィーンで流行していたカフェのスタイルを模倣したものと言われるが、店内に大きな鏡やクリスタルガラスのシャンデリアを配し、廉価ながら贅沢な雰囲気を味合わえた。多くの人々が気晴らしや寛ぎ、議論や噂話を交わすために集まった。プロコピオは店内のストーブの煙突に風刺新聞や中傷文書、檄文などを貼り付け、論客や情報屋などを常に何人も取り込んでいた。
初期にはエスコート係の女性がいたが、すぐに見られなくなった。1689年には、コメディ・フランセーズ（現在の通りの名はここから来ている）が通りの向かいにオープンし、"劇場"カフェとして知られるようになった。1752年12月18日に、ルソーが、コメディ・フランセーズで上演中の彼の最後の戯曲ナルキッソスの公演が終わる前に店にやってきて、ル・プロコップの客たちに向かって「ステージ上ではとても退屈だった。」と言ったと伝えられている。
訪問客を驚かせたのは先例のない習慣をミックスしたスタイルであり、店には女性がいないことについては誰も取り立てなかった。
18世紀を通して、ブラッスリー（ビアガーデン）風のル・プロコップはインテリや権力者、スキャンダル・ゴシップ記者であるヌーベリスト (nouvellistes) の集う場であり、彼らのル・プロコップに関する発言は警官の報告書に繰り返し現れている。全ての百科全書派が、ベンジャミン・フランクリン、ジョン・ポール・ジョーンズやトマス・ジェファーソンがしたようにチョコレートを混ぜて飲んでいたヴォルテールのように、一日40杯のコーヒーを飲んでいたわけではない。
革命期には、フリジア帽が自由の象徴となり、ル・プロコップに最初に飾られた。コルドリエ・クラブ、ロベスピエール、ジョルジュ・ダントンそしてジャン＝ポール・マラーはこのカフェを会合の場所として使っていた。復古王政後の有名な客はアレクサンダー・フォン・フンボルトであった。彼は、1820年代に午前11時から正午まで毎日ここで昼食を取った。ル・プロコップは文芸上の名声を保ち続けていた。アルフレッド・ド・ミュッセ、ジョルジュ・サンド、ギュスターヴ・プランシュ（Gustave Planche）や哲学者ピエール・ルルー、ル・モンド紙の編集者M・コキーユ（M. Coquille）、アナトール・フランスらは皆、常連であった。第二帝政下では日刊紙Le Courrier français、La Réformeのオギュスト・ジャン＝マリー・ヴェルモレル（August Jean-Marie Vermorel）やレオン・ガンベタ らが社会改革の計画を議論していた。
ル・プロコップは1988年から1989年にかけて18世紀のスタイルに改装された。ポンペイ・レッドの壁にクリスタルシャンデリア、かつてのパトロンであった有名人たちの18世紀風の楕円形肖像 、そしてベルのように鳴るピアノなどが飾られた。ウェイターは革命期風の制服を着ていた。1686年の開業以来、このパリで最も古いカフェは今もランシエンヌ・コメディ通りで営業を続けている 。

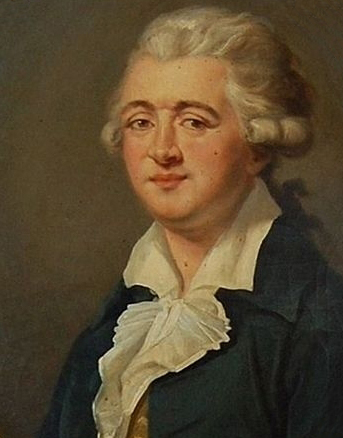
創業者フランセスコ・プロコピオ
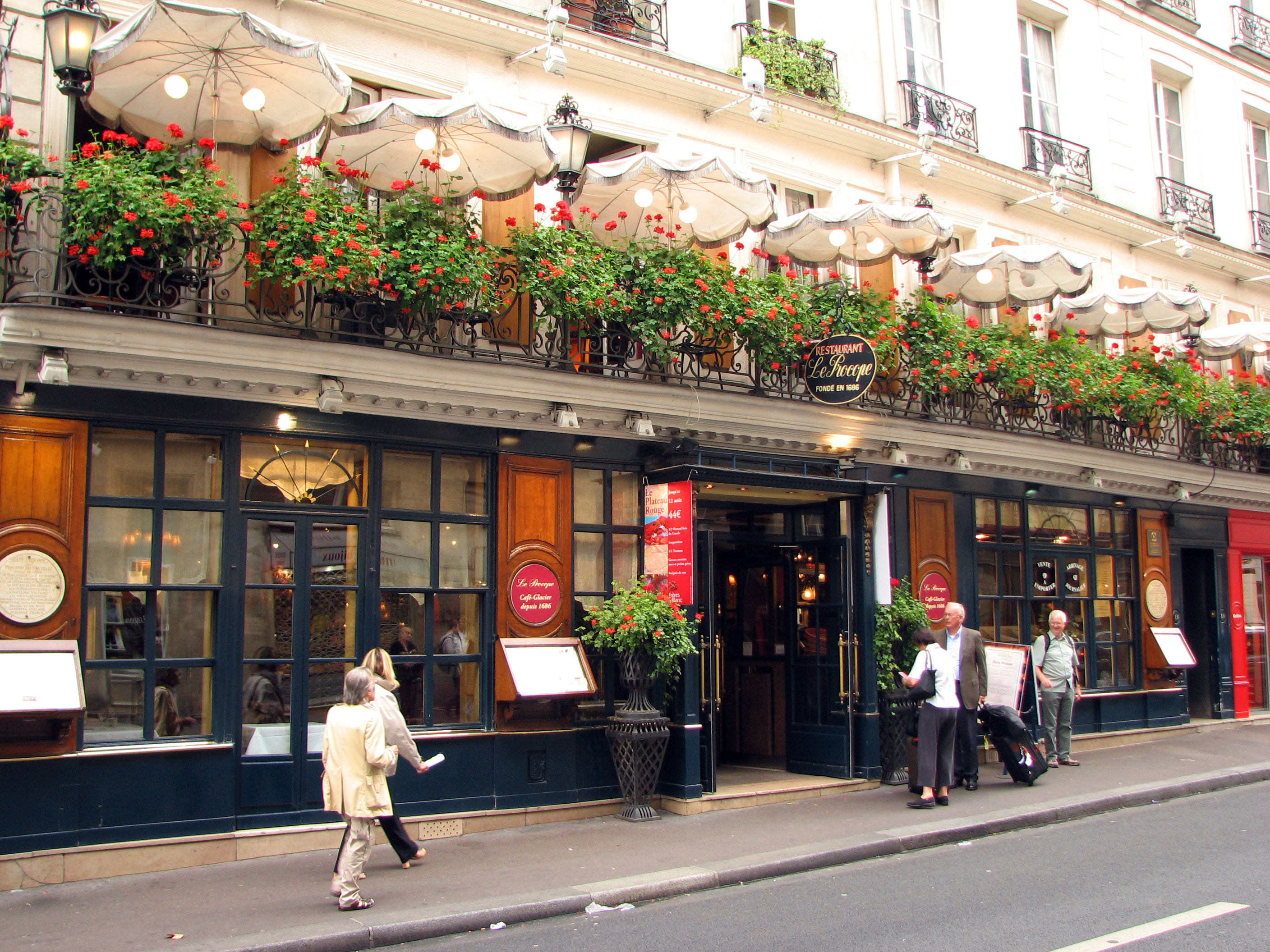
サンジェルマン・デプレ地区
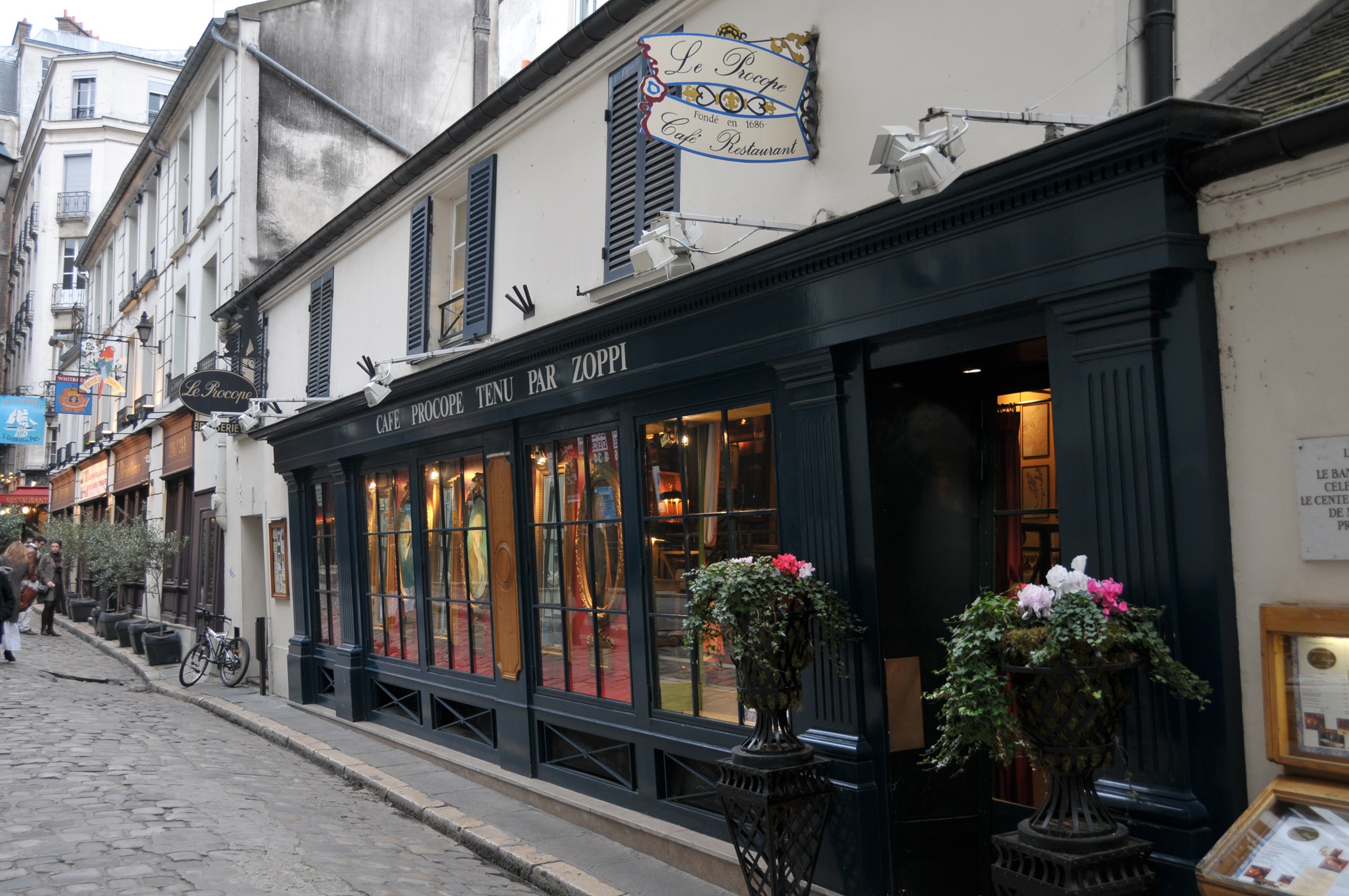
Rue de l'Ancienne Comédieストリート
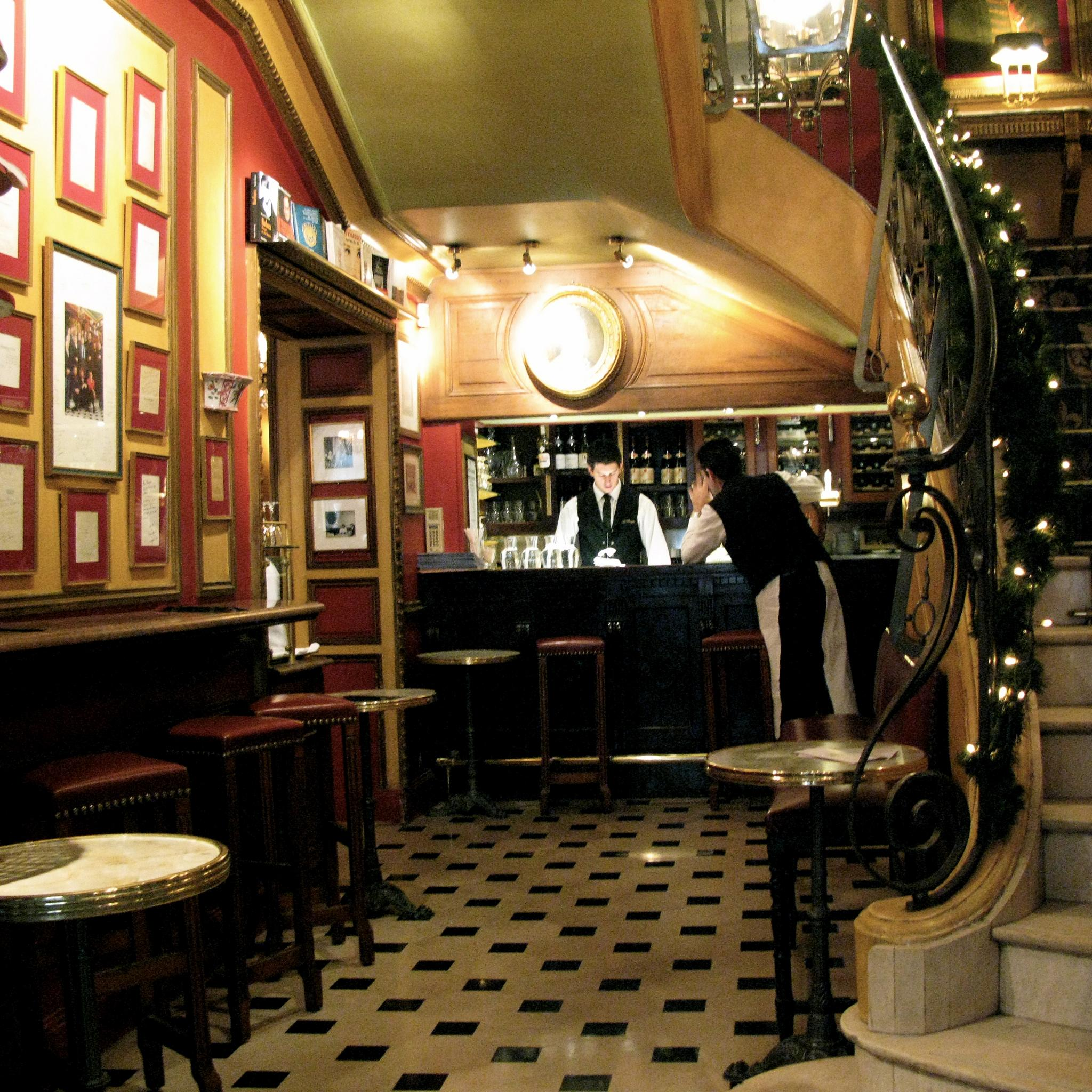
バー
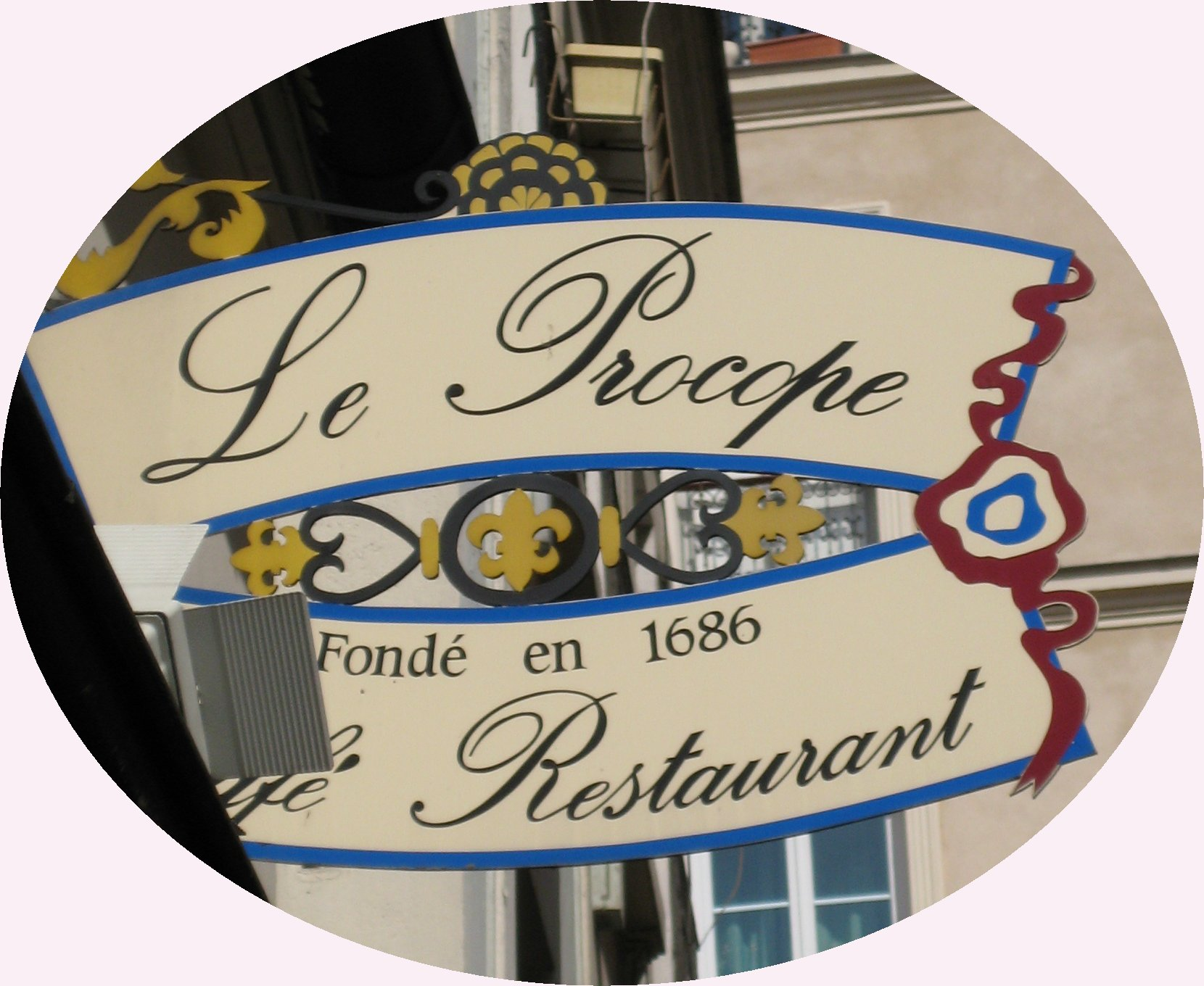
パリで初めての公衆カフェ
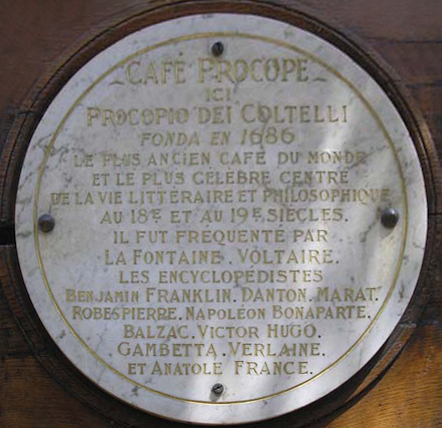
世界最古のカフェ
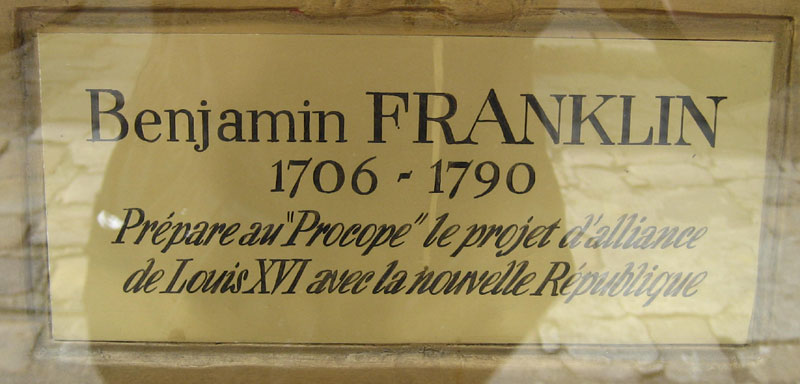
飾り額
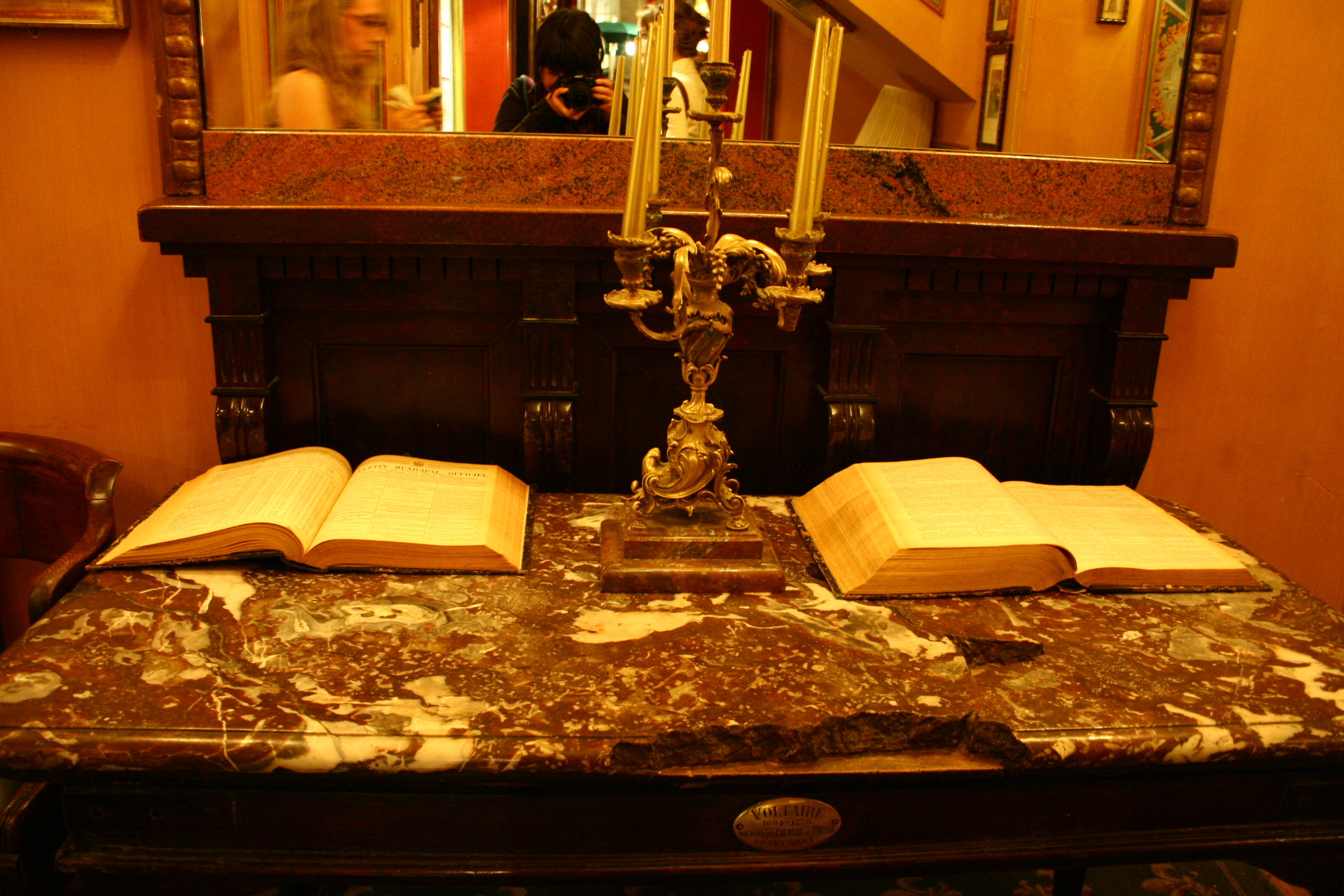
ヴォルテールの机